# Southend-on-Sea (district)
Southend-on-Sea is een bestuurlijk gebied (unitary authority) en een district in het ceremoniële graafschap Essex in de regio East of England in Groot-Brittannië. Het district telt 182.000 inwoners en de oppervlakte bedraagt 42 km².
Het gebied ligt aan de noordkant van het estuarium waarmee de rivier Theems in de Noordzee uitmondt.
Het eigenlijke Southend is een badplaats met de Pier van Southend.
Bezienswaardig is een klooster (priorij) in Prittlewell uit de 12e eeuw, dat bezocht kan worden.
Ten noorden van het centrum van Southend en van Prittlewell ligt de Luchthaven London Southend in het district Rochford.
Het gebied, met 9 stations, wordt door twee spoorlijnen met de Britse hoofdstad Londen verbonden:
- De London, Tilbury & Southend Railway van het Station London Fenchurch Street naar Leigh-on-Sea, Chalkwell, Westcliff, Southend Central, Southend East, Thorpe Bay en Shoeburyness.
- Een tak van de Great Eastern Main Line (Liverpool Street line) van het Londense Liverpool Street Station over Shenfield naar Southend Airport, Prittlewell en het station Southend Victoria.

## Sport
Southend United FC is de betaaldvoetbalclub van de stad en speelt haar wedstrijden in het stadion Roots Hall.

## Civil parishesin district Southend-on-Sea
- Leigh-on-Sea

## Plaatsen in het district Southend-on-Sea
Aan zee, van west naar oost:
- Chalkwell
- Westcliff-on-Sea
- Southend-on-Sea (plaats)
- Southchurch
- Thorpe Bay
- South Shoebury
- Shoeburyness

Ten noorden van de kuststrook:
- Eastwood
- Prittlewell
- North Shoebury

## Geboren
- Jake Forster-Caskey (1994), voetballer
- Josh Cullen (1996), voetballer